# Billy Collins Jr. x Luis Resto
Billy Collins Jr. x Luis Resto foi uma luta de boxe da categoria pesos leve ocorrida no dia 16 de junho no ano de 1983. A disputa entrou para a história como a mais triste e obscura luta deste esporte, após se descobrir que Resto e seu treinador, Carlos "Panama" Lewis, haviam removido parte da espuma das luvas do boxeador e usado bandagens com gesso nas mãos, o que causou graves lesões oculares no oponente, que foi obrigado a se afastar do esporte por ter ficado quase cego.
Deprimido e alcóolatra, Billy morreu em 1984 num acidente automobilístico, que se especula tenha sido um suicídio.
Panamá e Resto foram banidos do boxe dos Estados Unidos e condenados em 1986 num tribunal por “agressão, conspiração e posse de arma mortal (pelos punhos)” e cumpriram ambos dois anos de prisão.

## Os lutadores

### Billy Collins Jr.
Conhecido também como Billy, o Irlandês, uma vez que sua família era da Irlanda, apesar de ter nascido em Nashville, no Tennessee, em 21 de Setembro de 1961, era casado com Andrea Collins-Nile, uma antiga namorada, que estava grávida e tinha 18 anos na época da luta.

Era filho de um ex-boxeador, Billy Collins Sr, que atuava como seu treinador, e vinha de uma série 14 lutas, todas vitoriosas, sendo 11 por nocaute. "O jovem chamava a torcida a seu favor, pelo heroísmo, carisma de bom rapaz e pelo talento, além de sua lealdade a família", escreveu a revista Aventuras na História em março de 2020.
| 15 Lutas - 14 Vitórias (11 knockouts, 3 decisions), 0 Derrota, 1 No Contest |          |                                  |      |       |            |                                                                            | |
| Resultado                                                                   | Cartel   | adversário                       | Tipo | Round | Data       | Local                                                                      | Notas |
| No Contest                                                                  | 14-0-(1) | Luis Resto                       | NC   | 10    | 16/06/1983 | Madison Square Garden, New York City, United States                        | Resto ganhou a luta, mas esta teve seu resultado alterado, mais tarde, pois Resto usava uma luva ilegal com gesso, a qual cegou seu adversário. |
| Vitória                                                                     | 14-0     | Fernando "Frankie" Fernandez     | KO   | 6     | 05/05/1983 | Bristol, Tennessee, United States                                          | |
| Vitória                                                                     | 13-0     | Steve Johnson                    | KO   | 1     | 16/03/1983 | Atlantic City, New Jersey, United States                                   | |
| Vitória                                                                     | 12-0     | Dennis Horne                     | UD   | 10    | 20/01/1983 | Sands Atlantic City, Atlantic City, New Jersey, United States              | 7-2, 7-3, 7-3. |
| Vitória                                                                     | 11-0     | Ricky Whitt                      | KO   | 4     | 17/10/1982 | Claridge Atlantic City, Atlantic City, New Jersey, United States           | |
| Vitória                                                                     | 10-0     | Eddie Flanning                   | TKO  | 3     | 30/09/1982 | Yorktown class aircraft carrier, Charleston, South Carolina, United States | |
| Vitória                                                                     | 9-0      | Harold Brazier                   | PTS  | 6     | 11/09/1982 | Sands Atlantic City, Atlantic City, New Jersey, United States              | |
| Vitória                                                                     | 8-0      | Mike "The Spike" Pollitt         | KO   | 3     | 04/08/1982 | Sands Atlantic City, Atlantic City, New Jersey, United States              | |
| Vitória                                                                     | 7-0      | Roosevelt Moss                   | KO   | 1     | 17/07/1982 | Bally's Atlantic City, Atlantic City, New Jersey, United States            | |
| Vitória                                                                     | 6-0      | Jose Fuentes                     | KO   | 3     | 23/06/1982 | Sands Atlantic City, Atlantic City, New Jersey, United States              | |
| Vitória                                                                     | 5-0      | Bruce Strauss                    | KO   | 3     | 20/05/1982 | Sands Atlantic City, Atlantic City, New Jersey, United States              | |
| Vitória                                                                     | 4-0      | Tony Akbar Taylor                | PTS  | 6     | 17/03/1982 | Atlantic City, New Jersey, United States                                   | |
| Vitória                                                                     | 3-0      | Keith Corbett                    | KO   | 6     | 04/02/1982 | Sands Atlantic City, Atlantic City, New Jersey, United States              | |
| Vitória                                                                     | 2-0      | Gary "Butcher" Baker             | KO   | 2     | 19/01/1982 | Memphis, Tennessee, United States                                          | |
| Vitória                                                                     | 1-0      | Kevin "Better than Ezra" Griffin | KO   | 3     | 02/12/1981 | Sands Atlantic City, Atlantic City, New Jersey, United States              | |

### Luis Resto
Nascido em 11 de Junho de 1955, em Juncos, Porto Rico, Resto era um migrante que morava no Bronx desde os nove anos de idade e, ao contrário da personalidade pacífica de Billy, tinha "personalidade explosiva", segundo a Aventuras na História, "descoberta" no final da oitava série, quando deu uma cotovelada no rosto do professor de matemática. Devido ao incidente, ele passou seis meses em um centro de reabilitação para pessoas com problemas mentais. Após deixar o centro, um tio o inscreveu numa academia de boxe do Bronx, chamada Police Athletic Leagues Lynch Center. 
Resto estreou profissionalmente no boxe em 4 de fevereiro de 1977 com uma derrota por pontos para Julio Chevalier. Marcou seu primeiro nocaute profissional em sua terceira luta profissional, contra Mike Lytell em maio do mesmo ano e permaneceu invicto até sua oitava luta, quando perdeu por nocaute para Bruce Curry em março de 1978.
Em 29 lutas, Resto possuía um cartel profissional de 20 vitorias, 8 derrotas e apenas 1 empate, mas com apenas oito vitórias por nocaute, o que o fez parecer um lutador com baixa taxa de nocautes. Embora ele fosse classificado em 10º no ranking mundial, ele era praticamente desconhecido fora da área de Nova York.
| 30 lutas - 20 vitórias (8 por nocautes), 8 derrotas, 1 empate, 1 no contest | 30 lutas - 20 vitórias (8 por nocautes), 8 derrotas, 1 empate, 1 no contest | 30 lutas - 20 vitórias (8 por nocautes), 8 derrotas, 1 empate, 1 no contest |
| Ano                                                                         | Título                                                                      | Adversário                                                                  |
| --------------------------------------------------------------------------- | --------------------------------------------------------------------------- | --------------------------------------------------------------------------- |
|                                                                             | Campeão do Nova York Golden Gloves Amador                                   |                                                                             |
|                                                                             | Campeão do Nova York Golden Gloves Amador                                   |                                                                             |
| 1975                                                                        | Campeão do Campeonato Aberto de Luvas de Ouro de 147 lb                     |                                                                             |
| 1976                                                                        | Campeão do Campeonato Aberto de Luvas de Ouro de 147 lb                     | Miguel Hernandez                                                            |

## O contexto da luta
Como forma de colocar os dois lutadores em evidência, já que ambos eram cotados para serem campeões mundiais, a Top Rank Boxing os escalou para a preliminar da luta entre Roberto Durán e Davey Moore - naquela noite, Durán conquistaria o título mundial pela terceira vez.
Billy Collins Jr. tinha então 21 anos e Luis Resto, 29.

## A luta
No dia 16 de junho de 1983, no Madison Square Garden, em Nova York, mais de 20 mil pessoas assistiram a um evento que marcaria para sempre o boxe: um combate que entraria para a história como “a luta mais suja da história do pugilismo” e que terminaria com a carreira de ambos os lutadores, com um deles sendo banido e preso e o outro falecendo.
A luta foi transmitida para todo país através da Rede ABC, enquanto na plateia havia lendas do esporte como Muhammad Ali e Floyd Patterson. Billy Collins Jr. era o franco favorito e Luis Resto o azarão. Eles subiram no ringue às 20 horas, no que seria a última vez que, por motivos distintos, os dois pisariam em um ringue.
Depois de 10 violentíssimos rounds, a luta terminou com Resto sendo declarado campeão e Billy, apesar de nunca ter sido nocauteado, com o rosto todo machucado e deformado. Mais tarde, chorando, Billy disse: “estou cego, não consigo ver nada”.
Terminada a luta, Resto cumprimentou seu oponente e o pai de Billy. No entanto, o calejado Collins Sr, ao tocar as luvas de Resto, sentiu que alguma coisa não estava certa. Resto então tentou soltar sua mão, mas Collins Sr a segurou, apertando as luvas, e imediatamente pediu que a Comissão as embargasse para investigação. “Comissário… comissário! Não há enchimento! Não tem a porra do enchimento nas malditas luvas!”

### Luvas adulteradas
Uma vistoria realizada nas luvas de Resto imediatamente após o final da luta revelou que alguém havia removido o material do estofamento de cada uma de suas luvas e que as bandagens de Resto estavam endurecidas com gesso (ou cimento ou argamassa).
Segundo o UPI, investigações da Academia de Polícia do Estado de Nova York e da Everlast Sporting Goods Manufacturing Company revelaram que as luvas tinham menos de uma onça (menos de 30 gr) de fibra e ambas as luvas haviam sido cortadas em três quartos de polegada. Especificamente,   parte do estofamento das luva havia sido retirada através de um buraco na parte interna do equipamento (veja vídeo aqui) e as bandagens de Resto haviam sido misturadas com gesso, que endureceu durante o combate, o que explica os intensos danos infligidos ao rosto de Collins.

### Desfecho final
Após os relatórios, a Comissão de Boxe do Estado de Nova York  (New York State Athletic Commission - NYSA) determinou que o treinador de Resto, Panama Lewis, o seu cornerman, Pedro Alvarado, seriam imediatamente banidos do boxe nos Estados Unidos e que o lutador ficaria afastado por pelo menos um ano. No entanto, Resto jamais voltou a receber autorização para lutar, apesar das diversas apelações à Comissão.
A vitória de Resto contra Collins foi posteriormente alterada para sem resultado (no contest).
Devido ao incidente, a lei do boxe foi mudada no país e um comissário da NYSA passou a ter que estar obrigatoriamente no vestiário para vistoriar as luvas e a colocação das bandagens nas mãos dos lutadores.

#### Resto e Panama Lewis
A comissão de investigação concluiu que Resto tinha conhecimento de que as luvas estavam irregulares e suspendeu sua licença como lutador de boxe. 
Três anos depois do evento, em 1986, Luis Resto e seu treinador Carlos Panama Lewis foram considerados culpados em um processo criminal, sendo condenados por "agressão, conspiração e posse de arma mortal (pelos punhos)”. O treinador foi sentenciado a seis anos de prisão, enquanto Resto foi sentenciado à três anos, mas ambos cumpriram apenas dois anos e meio de reclusão (imagem do julgamento aqui - Licença CC 4.0 Internacional). 
Durante anos, mesmo após o julgamento, Resto e Lewis sempre negaram que soubessem algo sobre a fraude. Lewis, que à época do incidente era um treinador reconhecido, culpava um assistente, Arthur Salzman, que no entanto foi inocentado durante as investigações. Foi somente em 2008, quando deu entrevistas para a realização do documentário Assault in the Ring, que Resto finalmente admitiu que as luvas haviam sido adulteradas. À época e várias vezes depois, ele pediu desculpas à viúva e aos pais do lutador morto.
Em 2019, Resto conversou com o jornalista Chris Walker, do Boxing News, para quem falou: "Já pedi desculpas tantas vezes, mas nada vai mudar o que aconteceu aquela noite. Eu era jovem e ouvi as pessoas erradas. Vi o Panama há uns anos e deveria ter dado um soco na cara dele. (...) Eu machuquei tantas pessoas e tudo o que posso fazer é tentar viver com o que fiz. Pedi desculpas quase todos os dias e não sei o que mais posso fazer". 

#### Collins Jr.
Collins sofreu danos irreparáveis nos olhos, como descolamento de retina, e com isto teve que encerrar sua carreira no boxe. Devido aos problemas oculares, ele também foi demitido de dois empregos. Com a carreira interrompida, ele se tornou alcoólatra, viciado em drogas e depressivo. Morreu em 6 de março de 1984, num acidente de carro, que muitos, inclusive seu pai, suspeitam que tenha sido um suicídio.
Em 2018, o jornalista Randy Gordon, à época da luta diretor da Comissão e editor-chefe da Ring Magazine, a maior e mais antiga revista de boxe do mundo, publicou um texto no NY  Fights, sobre a morte do pugilista. "Peguei o telefone e disquei o número de Billy Sr. Eu sabia de cor, tendo ligado tantas vezes para a casa dele desde o fim de semana de 16 de junho de 1983, cerca de nove meses antes. (...) 'Olá,' ele respondeu em sua voz rouca e sulista. 'Billy, é Randy Gordon,' eu disse. 'Randy, meu garoto está morto,' ele disse, sua voz falhando enquanto falava as palavras. 'Eles mataram meu filho. Eles mataram meu filho'."
Billy Sr, o pai, morreu em 9 de janeiro de 2018, quando Gordon escreveu o texto.

## Na mídia
- 2009 - Documentário Assault in the Ring, também chamado de Cornered: A Life in the Ring, de Eric Drath.[4]